# Tim Nedow
Tim Nedow, född 16 oktober 1990, är en kanadensisk friidrottare som tävlar i kulstötning och diskus. Han har personliga rekord på 21,33 m (kula utomhus) respektive 61,49 m (diskus). Han var bronsmedaljör för Kanada på Commonwealth Games 2014 och Frankofonska spelen 2013.
Under världsmästerskapen i friidrott 2019 i Doha kom han på nionde plats med 20,85 m.